# 유연년 (중향후)
유연년(劉延年, ? ~ 9년)은 전한 후기 ~ 말기의 제후로, 양경왕의 아들이다.

## 생애
건소 원년(기원전 38년), 중향후(中鄕侯)에 봉해졌다.
중향후 연년 46년(9년), 죽었다.

## 출전
- 반고, 《한서》 권15하 왕자후표 下

| 선대 (첫 봉건) | 전한의 중향후 기원전 38년 정월 ~ 기원후 9년 | 후대 (전한 멸망) |